# Vidrala
Vidrala (cuyo nombre original era Vidrerías de Álava) es una empresa española con sede en Llodio (Álava), fundada en 1965. Se dedica a la fabricación y venta de envases de vidrio para la industria alimentaria.

## Historia

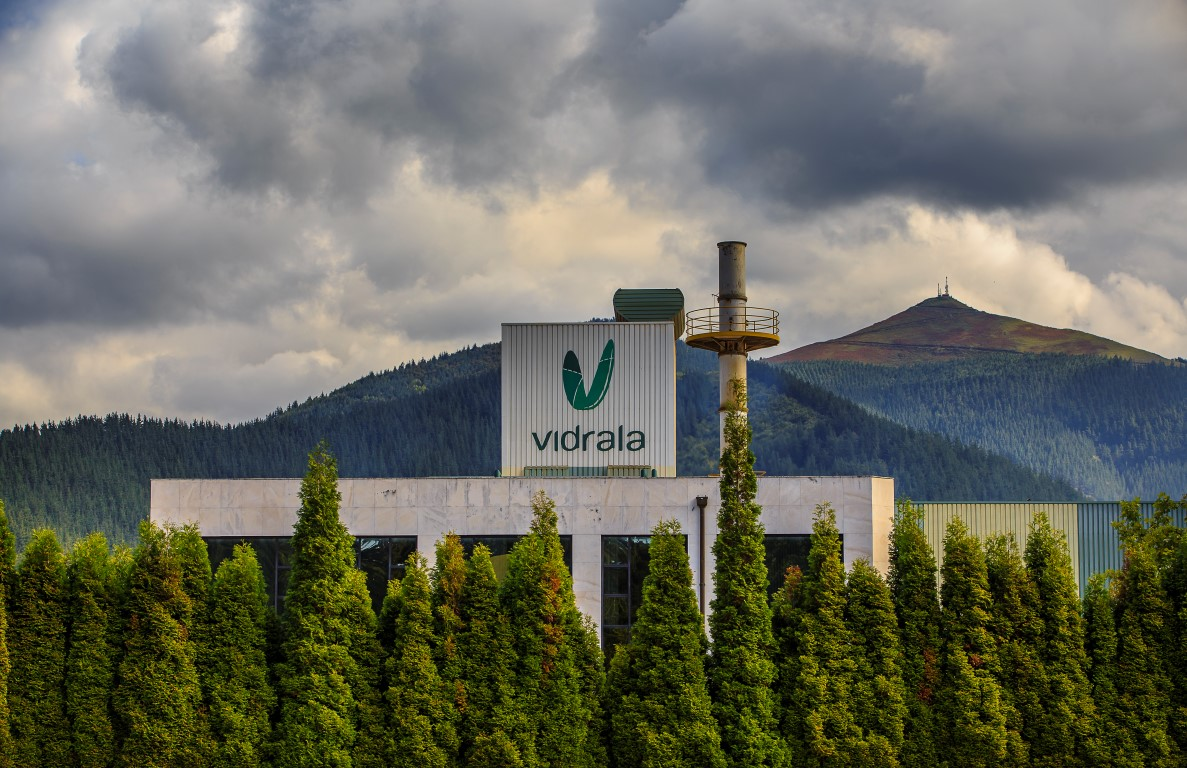
Sede de Vidrala en Llodio (Álava)

Comenzó su actividad con un único horno y dos máquinas que tenían una capacidad de 25.000 toneladas anuales y sólo se fabricaban una docena de modelos.
Actualmente, con más de 8.000 millones de envases de vidrio producidos en 2018, es el cuarto fabricante de Europa Occidental. El grupo posee 8 plantas de producción en 4 países (España, Portugal, Italia y Reino Unido).
Desde 1985 la empresa cotiza en el mercado de valores de la Bolsa de Madrid y Bilbao. Actualmente es una de las empresas cotizantes del Mercado Continuo de estas bolsas.

### Centros productivos
El grupo Vidrala cuenta con 8 plantas de producción en 4 países:
- España: Aiala Vidrio (Llodio), Crisnova Vidrio (Caudete), Castellar Vidrio (Castellar del Vallés).
- Portugal: Planta Gallo Vidro y Planta SB Vidros (Marinha Grande)
- Italia: Planta Vidrala Italia (Corsico).
- Inglaterra: Planta Encirc UK (Elton).
- Irlanda del Norte: Planta Encirc (Derrylin).

### Estructura empresarial
En la actualidad compone un grupo empresarial formado por las siguientes empresas que dependen la matriz Vidrala:
- Aiala Vidrio, S.A.U.: sociedad que incluye la planta de producción de vidrio de Llodio, la primera del grupo, que comenzó su actividad productiva en 1966. Desde 2006 forma una sociedad diferenciada dependiente de la matriz Vidrala.
- Crisnova Vidrio: ubicada en Caudete (Albacete). Fue la primera filial de la empresa matriz, e inició su andadura en 1989 con un horno y una capacidad de producción de 95.000 toneladas anuales. En 1998 se amplió con un segundo horno de producción de vidrio.
- Inverbeira, Sociedad de Promoción de Empresas, S.A: con sede social en Llodio. Es una sociedad dedicada a la promoción y fomento de empresas. Las empresas del grupo, que fueron obtenidas mediante adquisiciones, dependen societariamente de esta empresa.
  - Gallo Vidro, S.A.: filial portuguesa de Vidrala. Tiene su sede en Marinha Grande. Es propiedad del grupo al 99,99%. Originalmente, se llamaba Ricardo Gallo, Vidro de Embalagem y tenía ya 100 años de antigüedad cuando fue adquirida en 2003 por el grupo, iniciando con esta adquisición su implantación en el extranjero.
    - J. Ferreira da Silva, Ltda: empresa de transporte dependiente de Gallo Vidro.

  - Castellar Vidrio, S.A: situada en Castellar del Vallés (Cataluña). Planta de producción adquirida en 2005 a BSN Glasspack.
  - Vidrala Italia, S.R.L: filial italiana, situada en Corsico (Italia). Planta de producción adquirida en 2005 a Avir.
  - CD Verre, S.A: filial francesa dedicada a la comercialización y con sede en Burdeos.

## Cronología reciente
- 2007: En septiembre, Vidrala adquiere la empresa belga Manufacture du Verre SA, fundada siete años atrás sobre las instalaciones de Verlipack por 35 millones de euros, incluyendo la deuda de la empresa.[3][4]
- 2015: Vidrala compra la compañía británica Encirc Limited por 408 millones de euros entre el precio de las acciones y la deuda asumida.[5]
- 2017: Vidrala compra la compañía portuguesa Santos Barosa Vidros S.A. por 252,7 millones de euros incluyendo la deuda asumida del negocio integrado.[5]
- 2019: Vidrala formaliza la venta de su actividad de fabricación de envases de vidrio en Ghlin (Bélgica) en su planta MD Verre al grupo francés Saverglass.
- 2023: Vidrala, adquiere -a través de su división británica Encirc- las instalaciones de embotellado y la infraestructura logística operadas por Accolade Wines en Bristol, Reino Unido, y conocidas bajo el nombre de “The Park”. Adquisición del total del capital social de la sociedad brasileña Vidroporto S.A por un total de 384 millones de euros.
- 2024: Vidrala cierra la venta de su filial italiana por 230 millones de euros a Verallia.